# Caserta
Caserta város (közigazgatásilag comune), Olaszország Campania régiója azonos nevű megyéjének központja, a Casertai egyházmegye püspöki székhelye. Fontos mezőgazdasági, kereskedelmi és ipari központ. A város nevezetessége a Bourbon királyi palota és a San Leucio komplexum, amelyek a világörökség részét képezik.

## Fekvése
A megye délkeleti részén fekszik. Határai: Capua, Casagiove, Castel Morrone, Limatola, Maddaloni, Recale, Sant’Agata de’ Goti, San Felice a Cancello, San Marco Evangelista, San Nicola la Strada, San Prisco és Valle di Maddaloni. A Campaniai-síkság szélén fekszik a Nápolyi-Appenninek lábánál. fekszik.

## Történelem
A város eredetéről nincsenek pontos adatok. Valószínűleg az etruszkok alapítottak először települést ezen a vidéken az i. e. 9 században Galatia néven.
A mai Casertát Pandulf, capuai herceg alapította egy, a longobárdok idején épült vártorony körül, amely a mai Casertavecchia kerületben feküdt, és a későbbiekben egybeépítették a casertai hercegek palotájával, amely napjainkban a megye közigazgatási hivatalainak ad otthont. A várost 863-ban alapítója, Pandulf elpusztította. A lakosság fokozatosan költözött át a 14. században Casertavecchiából (egykori püspöki székhely is) a mai város területére.
A város és környéke a középkor során az Acquaviva nemesi család birtoka volt, de hatalmas adósságaik miatt kénytelenek voltak eladni a nápolyi királyi családnak, amely Casertát választotta megépítendő új palotája helyszínéül, mivel sokkal biztonságosabb vidéknek bizonyult, mint a Nápolyi-öböl partja, ahol előző palotájuk állt. A palota megépítésének kezdetével indult meg a város gazdasági és népességi fejlődése is.

## Népessége
A népesség számának alakulása:

## Főbb látnivalói
- Caserta legfőbb látványossága az UNESCO világörökség részét képező királyi palota (olasz nyelven Reggia di Caserta). A versailles-ihoz hasonló palotát a 18. században építette a holland származású építész Luigi Vanvitelli a nápolyi Bourbon királyok számára
- Palazzo Vecchio (Régi Palota), a 16. században épült, majd Luigi Vanvitelli felújíttatta átmeneti lakhelyéül a királyi családnak.
- Casertavecchia, a város ősi központja, egykori püspöki székhely a 18. századi katedrálissal
- San Leucio komplexum , a királyi selyemszövő műhelyek központja, amely szintén a világörökség része.
- Vaccheria negyed, a királyi istállókkal

A városhoz tartozó kisebb települések (frazioni) látnivalói:
- Falciano, egykori püspöki székhely, 16. századi palotával.
- Piedmonte di Casolla, ősi bencés apátsággal, mely egy Dianának szentelt római szentély helyén épült.

## Testvérvárosok
- Pitești, Románia
- Aley, Libanon